# Băila, Argeș
Băila este un sat în comuna Leordeni din județul Argeș, Muntenia, România.